# Xingshan (socken i Kina)
Xingshan (kinesiska: 杏山, 杏山乡) är en socken i Kina. Den ligger i provinsen Heilongjiang, i den nordöstra delen av landet, omkring 270 kilometer sydost om provinshuvudstaden Harbin. Antalet invånare är 40 457. Befolkningen består av 19 708 kvinnor och 20 749 män. Barn under 15 år utgör 16,0 %, vuxna 15-64 år 77 %, och äldre över 65 år 6,0 %.
Genomsnittlig årsnederbörd är 877 millimeter. Den regnigaste månaden är juli, med i genomsnitt 201 mm nederbörd, och den torraste är januari, med 5 mm nederbörd.